# Brooke Marie Bridges
Brooke Marie Bridges (Los Angeles, 5 augustus 1991) is een Amerikaanse actrice die vooral bekend is om haar rol als de jonge Lily Winters in de serie The Young and the Restless van 1997 tot 2000.

## Privé
Ze gaat momenteel naar de universiteit. Ze probeert haar droom te verwezenlijken als liedjesschrijver en model, ze is dus minder vaak te zien als actrice.

## Filmbiografie
| Titel                      | Rol           | wanneer   |
| -------------------------- | ------------- | --------- |
| The Young and the Restless | Lily Winters  | 1997-2000 |
| The Limey                  | Sarah         | 1999      |
| Ned's survivalgids         | Claire Sawyer | 2004-2007 |